# Cremlino di Velikij Novgorod
Detinec ("Il recinto del Giovane", derivante dalla stessa radice del termine russo deti = bambini) è l'antico nome del cremlino - o fortezza - di Velikij Novgorod, posto sull'argine sinistro del fiume Volchov circa quattro chilometri a nord della sua confluenza nel Lago Il'men'.

## Storia
Il complesso era in origine la sede di un cimitero pagano, al di sopra del quale il primo vescovo di Novgorod, Ioakim Korsunianin, costruì la Cattedrale di Santa Sofia immediatamente dopo il proprio arrivo nel 989. Di conseguenza, il complesso divenne e rimase principalmente a connotazione ecclesiastica, sebbene numerosi boiardi della città stabilirono le proprie abitazioni nel porzione meridionale del Detinec.

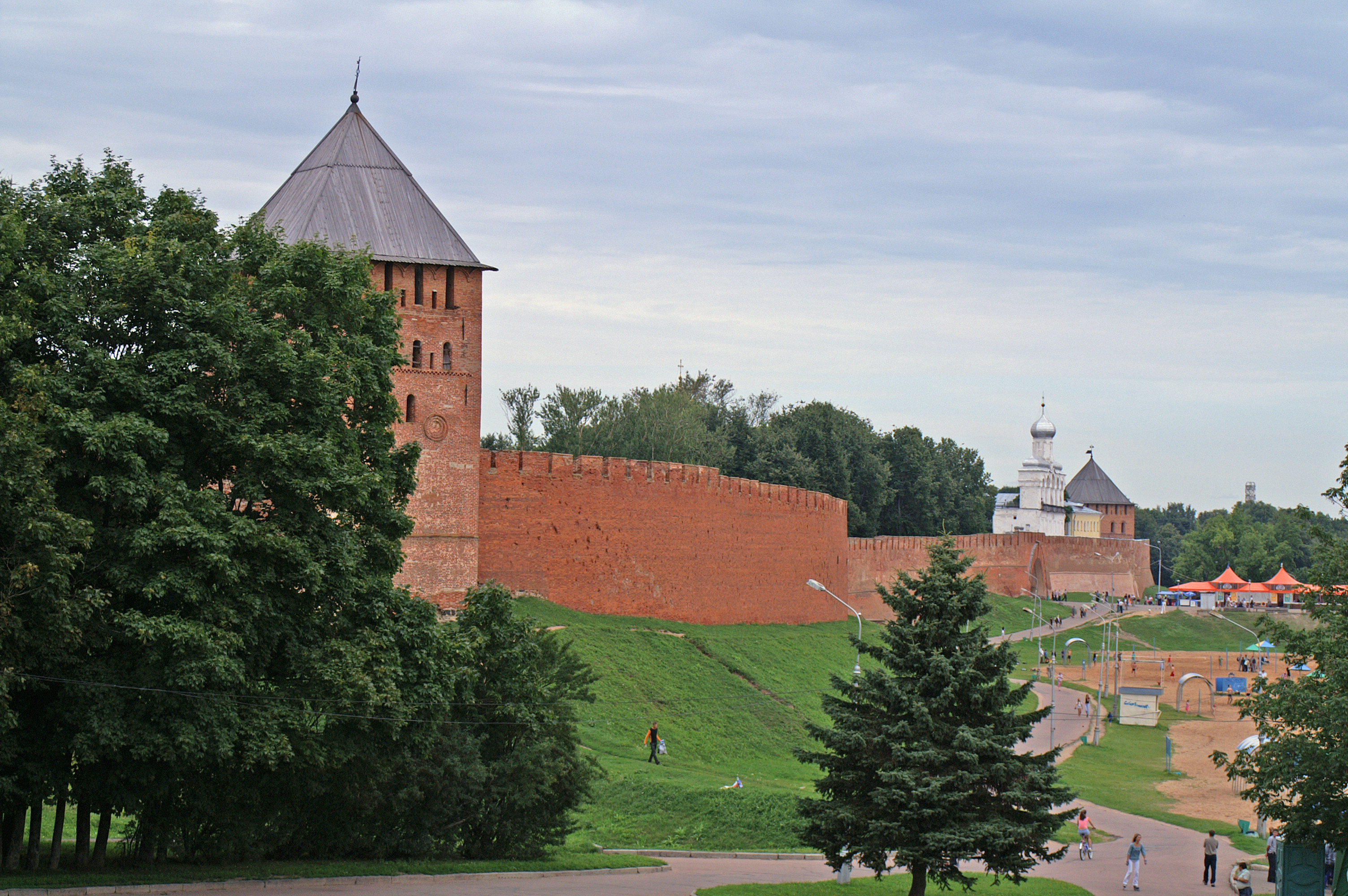
Il Cremlino di Velikij Novgorod.

La prima traccia di fortificazioni sul sito risale al 1044; esse furono successivamente potenziate nel 1116. Si trattava con ogni probabilità di bastioni in terra rinforzati con palizzate in legno, mentre le prime torri in pietra vengono fatte risalire al 1302. L'arcivescovo di Novgorod Vasilij Kalika (1330-1352) ricostruì le mura in pietra lungo la porzione orientale del Detinec tra il 1331 ed il 1335. Parte delle mura di Vasilij crollarono nel fiume nel 1437 e furono ricostruite dall'arcivescovo Evfimij II (1429-1458).

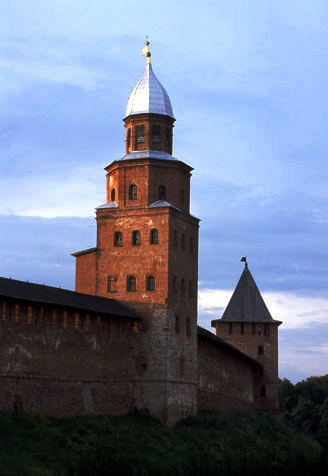
La torre Kokuj

L'attuale fortezza venne costruita tra il 1484 ed il 1490 da manodopera moscovita, in seguito alla conquista della città effettuata da Ivan III il Grande, avvenuta nel 1478: un terzo delle opere furono pagate dall'arcivescovo Gennadio (1484-1504), incaricato dai Moscoviti.
Si tratta di un largo ovale lungo 545 metri e largo 240, originariamente dotato di dodici torri, delle quali ancora nove sono superstiti. La torre più alta, la torre Kokuj, è coronata da una cupola argentata: venne costruita durante il XVIII secolo e la denominazione tradisce origini svedesi. Le mura coprono un perimetro di 1487 metri.

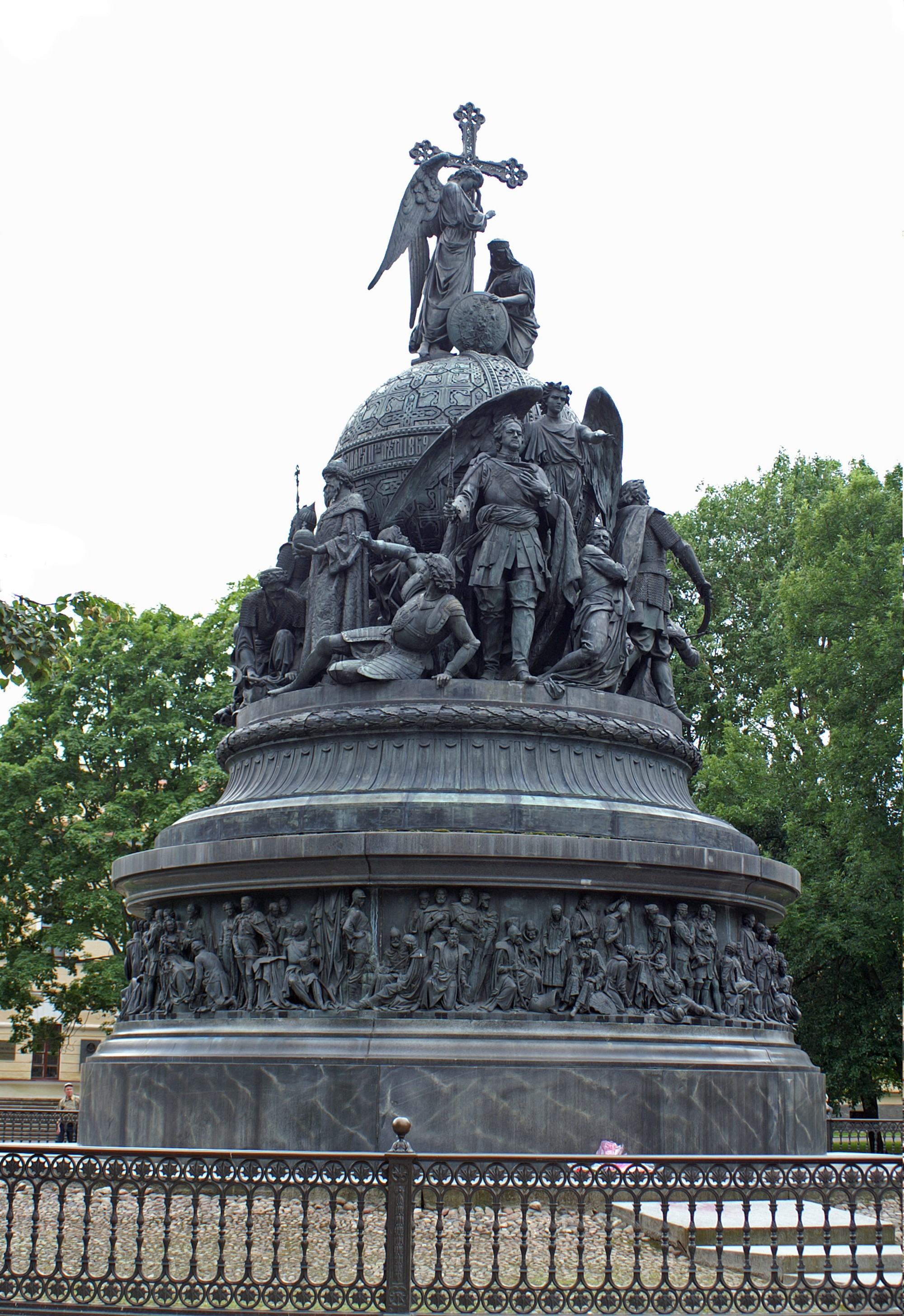
Monumento ai Mille Anni della Russia.

I principali edifici contenuti nel Detinec sono la Cattedrale della Santa Saggezza (o di Santa Sofia) e l'area arcivescovile situata nel settore nordoccidentale. A sud di questo, attraversando la piazza in cui è collocato il Monumento ai Mille Anni della Russia, si incontrano il Museo di Novgorod e la Biblioteca Regionale di Novgorod, ospitata in quello che, durante il periodo imperiale, era l'edificio della pubblica amministrazione cittadina. Il museo ospita un'importante collezione di icone ed altri manufatti rappresentanti la storia della città.

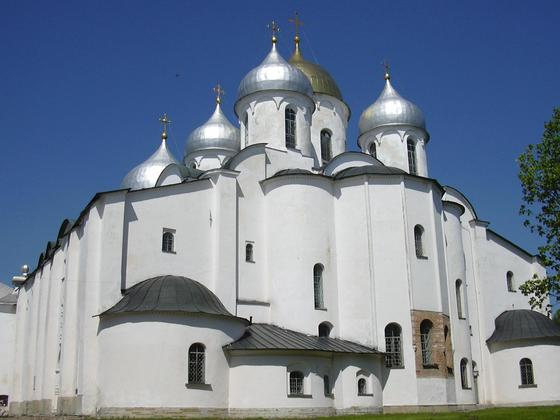
Cattedrale di Santa Sofia.

Numerose sono le chiese minori: la Chiesa dell'Intercessione della Madre di Dio è posta lungo le mura sudoccidentali, vicino alle torri Pokrovskij e Kokuj, mentre la Chiesa di Sant'Andrea Stratilate è posta vicino alle mura sudorientali. Altri edifici si trovano a sud del museo, su un'area del Cremlino adibita a parco. Numerosi sono i riferimenti nelle cronache ad edifici non più esistenti, tra cui si ricordano le cappelle oltre le porte (se ne contavano sei durante il periodo repubblicano) e la Chiesa dei Santi Boris e Gleb, costruita da Sitko Sitinic, che si suppone essere il riferimento storico per il leggendario Sadko.
Una fiamma perpetua dedicata ai soldati russi impegnati durante la Seconda Guerra Mondiale può essere vista all'interno della porta occidentale della fortezza.
Tra la porzione meridionale del Cremlino di Velikij Novgorod ed il Volchov si è formata una spiaggia con il passare dei secoli.